# Burg Tapiau

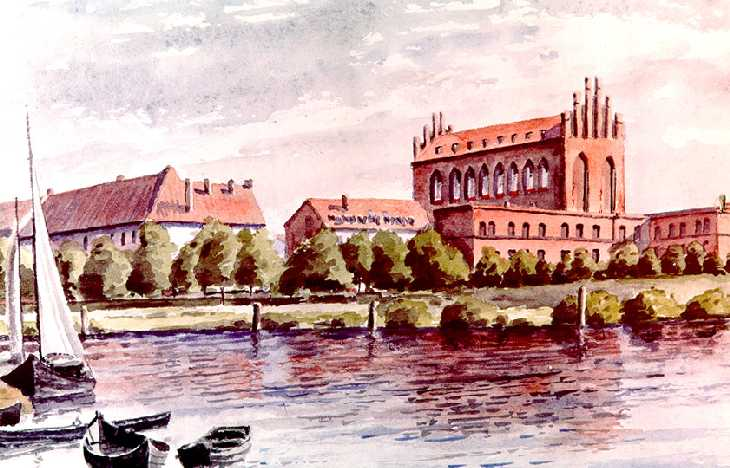
Burg Tapiau

Die Burg Tapiau war eine Deutschordensburg in Tapiau in Ostpreußen, heute (russisch) Gwardeisk. Die Lage markiert das südöstliche Ende des Samlands, da sich hier die Deime vom Pregel scheidet. Die Burg war im Herzogtum Preußen zweite Residenz der Herzöge in Preußen. Im 18. Jahrhundert wurde dort eine Besserungsanstalt und ab 1879 ein Gefängnis eingerichtet.

## Geschichte
Im Winkel zwischen Pregel und dem Westufer der Deime lag die Prussenburg Sugurbi. An der Stelle einer Holzburg mit Wall und Palisaden wurde 1351 unter dem Großmeister des Deutschen Ordens und Komtur von Königsberg, Siegfried von Danenfeld eine steinerne Burg errichtet. Die Vorburg war bereits mit einem Schlosstor und einer Fallgitterbahn befestigt. In der Mitte des Hauptgeschosses befand sich ein quadratischer Raum mit Tonnengewölbe, der Wohnraum des Gebietigers. Daran schloss sich eine schlichtere Wohnung der Hauskomturei mit Remter an. Die Pracht und die Bedeutung der einstigen Burg lässt sich daran ermessen, dass sich 1377 Herzog Albrecht von Österreich mit einem Gefolge von 5 Grafen und 50 Rittern und Edelknappen ebenso dort aufhielt, wie König Heinrich IV. von England, während er 1390–1391 als Earl of Derby einen Kreuzzug gegen die Litauer führte.
Als der Hochmeistersitz nach Königsberg verlegt wurde, zog 1457 die Großkomturei, welche die innere Verwaltung des Ordensstaates leitete, mitsamt der „Ordensliberei“ – das heißt, der Bibliothek und dem Archiv – dort ein.  Im Jahr 1474 kam in der Burg der samländische Bischof Dietrich von Cuba als Gefangener des Hochmeisters Heinrich Reffle von Richtenberg unter nicht vollständig geklärten Umständen ums Leben. 1506 wurde ein Teil der Ordensbibliothek durch einen Brand vernichtet, mit den erhaltenen Teilen wurde die Silberbibliothek erweitert.
Albrecht von Brandenburg-Ansbach weilte oft in der Burg und starb dort am 20. März 1568 an der Pest.
Die Burg war nacheinander Sitz eines Komturs, eines Pflegers, eines Amtshauptmanns und eines Domänenpächters. Unter König Friedrich Wilhelm II. wurde sie in eine Landarmen- und Besserungsanstalt umgewandelt. 1879 erweiterte man das Gebäude um zwei Geschosse und nutzte die Burg auch als Gefängnis. Die Vorburg wurde vollständig abgerissen und an deren Stelle 1792 zur Flussseite hin ein Versorgungshaus errichtet.
Ab 1893 nahm man auch Bettler, Blinde und Taubstumme auf und 1902 wurde daraus die Landespflegeanstalt und Irrenanstalt der Provinz Ostpreußen. Sie bestand aus einem großen Gebäudekomplex mit verschiedenen Werkstätten und sozialen Einrichtungen für mehr als 1500 Personen. Nach der russischen Generalmobilmachung am 30. Juli 1914 und der deutschen Kriegserklärung am nächsten Tag wurden die Burg und vor allem die Schlosskirche von russischen Truppen stark beschädigt. 1943 wurde das Schloss zum Lazarett umgewidmet.

## Gegenwärtiger Zustand
In der Oblast Kaliningrad dient die Burg den sowjetischen bzw. russischen Behörden als Gefängnis. Die Burg Tapiau beherbergt noch ca. 500 Gefangene. Von der einstigen Vierflügelanlage blieben der Nordwestflügel mit Torweg und alten Räumen sowie die tonnengewölbten Keller des Südostflügels erhalten. Über dem Rundbogeneingang gibt es noch die Fallgitternische. Im Erdgeschoss sind die Räume mit Jochen und Kreuzrippengewölben sowie achteckigen Granitpfeilern gestützt. Das Hauptgeschoss ist nach dem Vorbild des Marschallsbaus des Königsberger Schlosses gestaltet. Auch die Räume nach Norden sind wie in Königsberg mit Sterngewölben und Tierköpfen auf den Konsolen ausgeführt.
2013 wurde beschlossen, die Sträflinge in die neue Strafanstalt zu überführen, die Burg in den Besitz der Kaliningrader Oblast zu übergeben, Restaurierungsarbeiten durchzuführen und ihre Türen den Touristen zu öffnen.

## Bilder

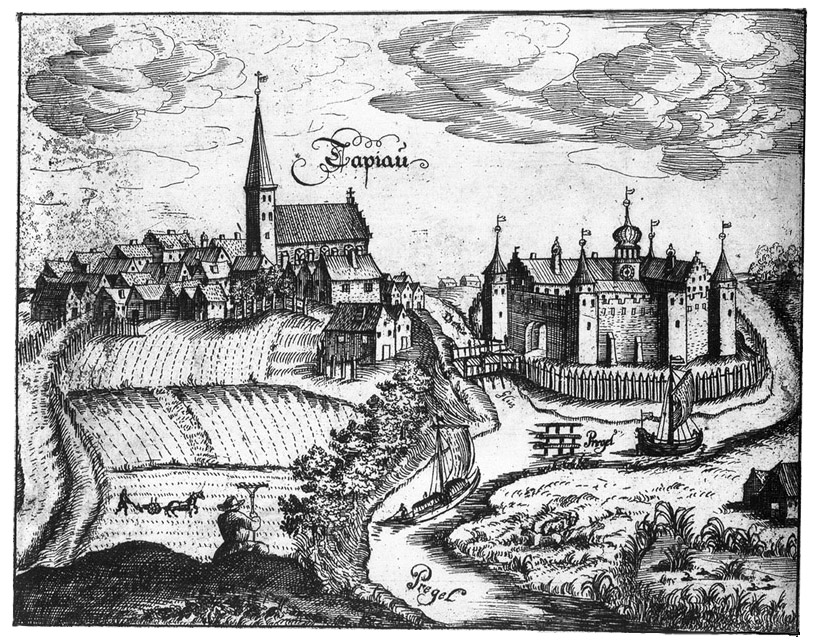
Burg Tapiau im Mittelalter
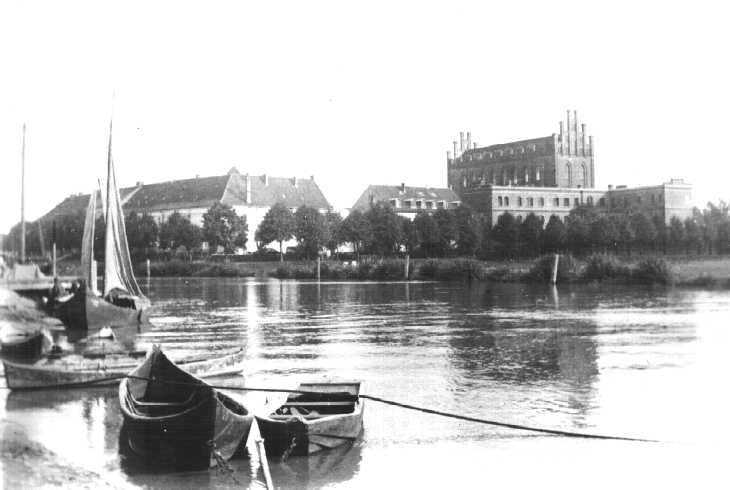
Burg Tapiau
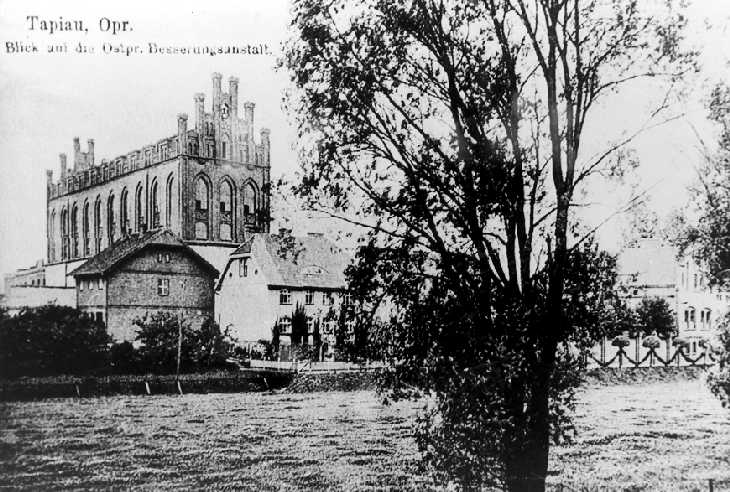
Burg Tapiau
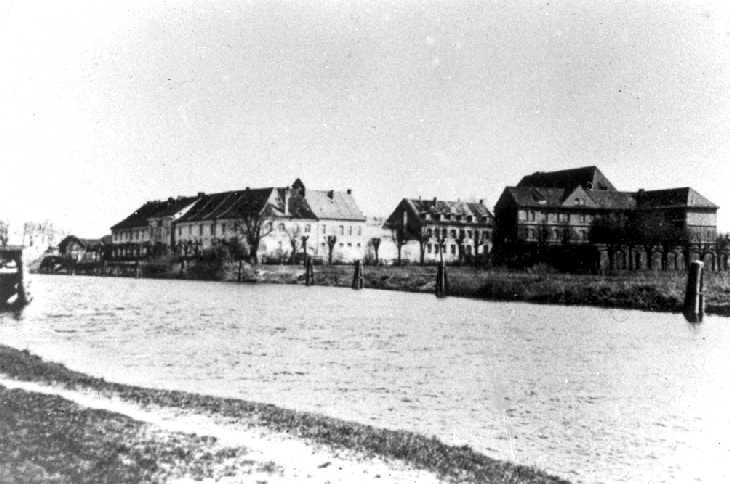
Burg Tapiau zur Deime
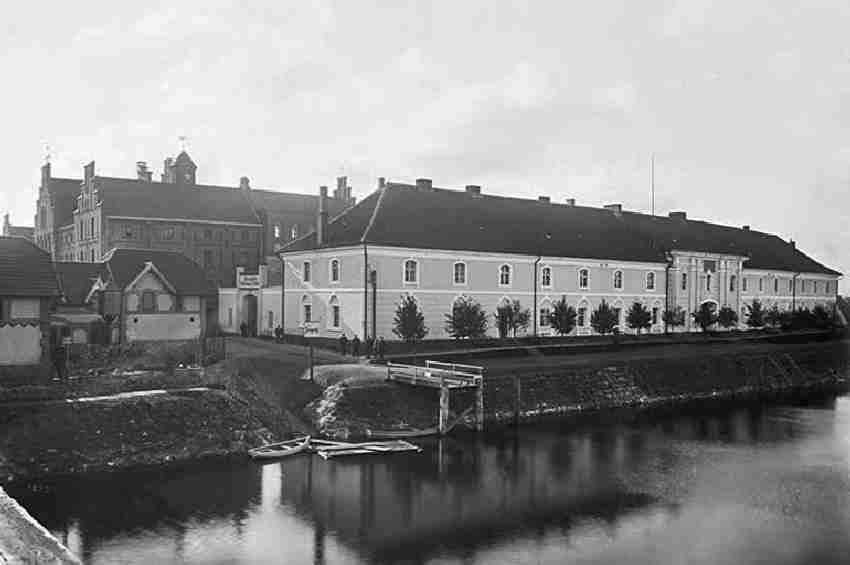
Burg Tapiau zur Deime
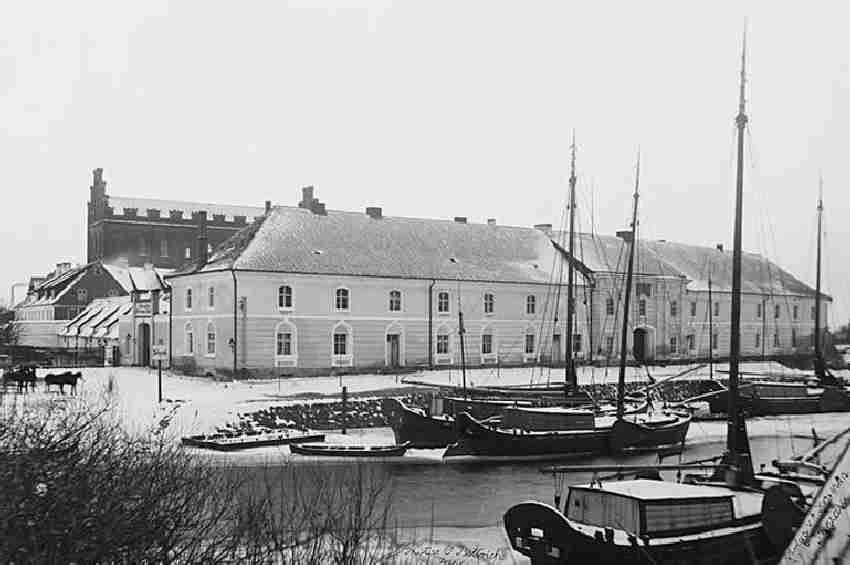
Burg Tapiau zur Deime
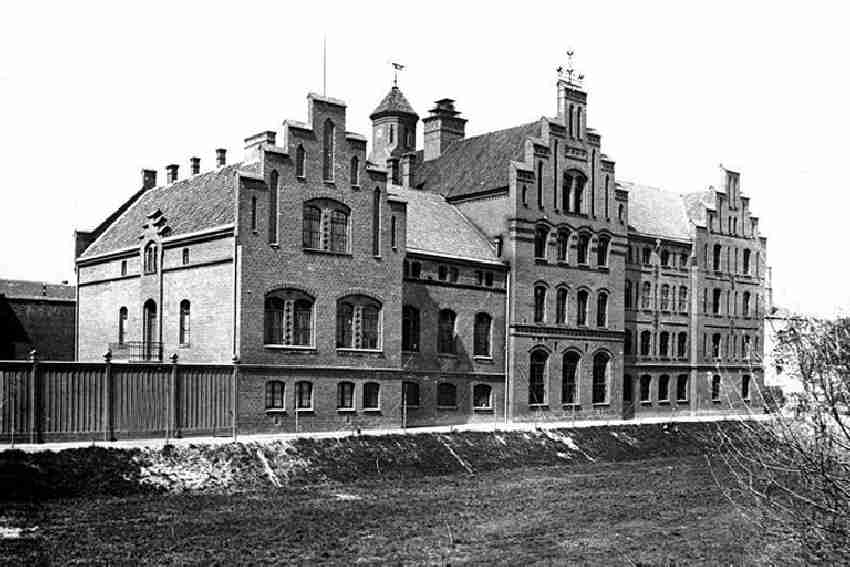
Burg Tapiau Vorderseite
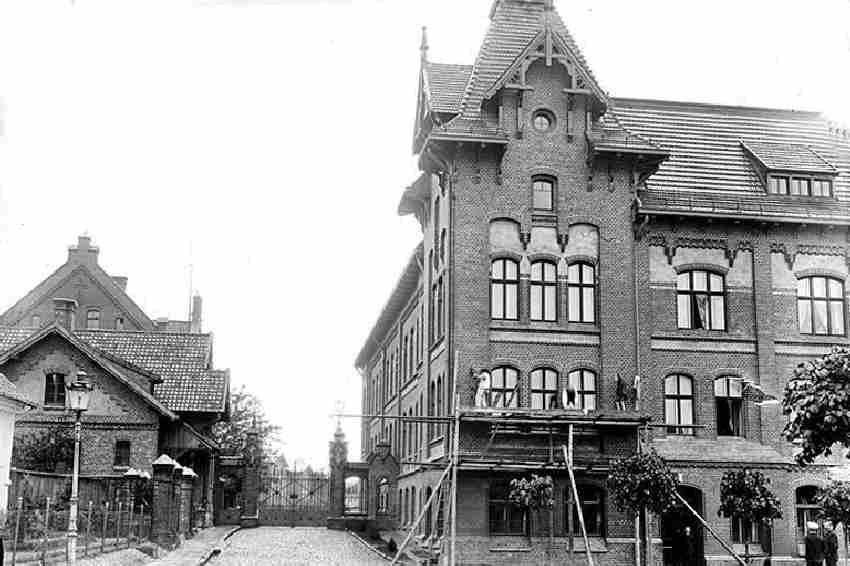
Burg Tapiau Haupteingang
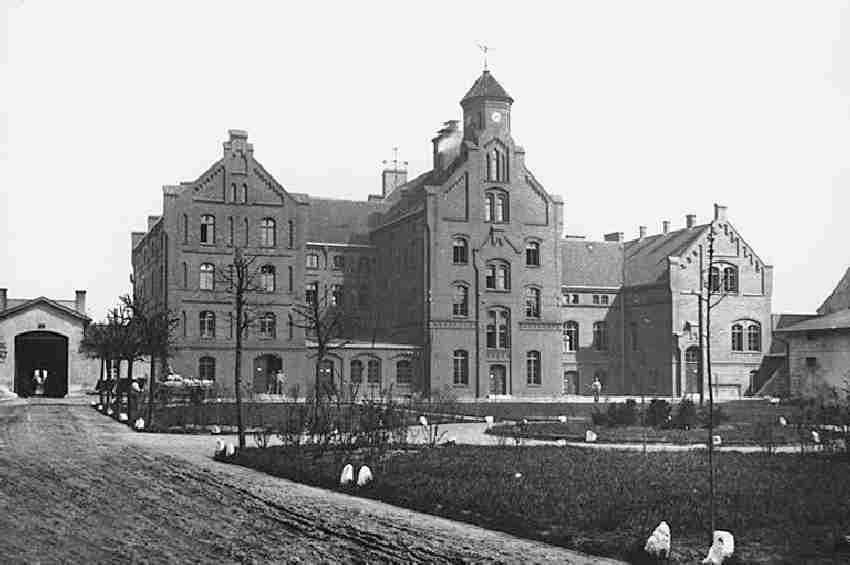
Burg Tapiau Hinterseite
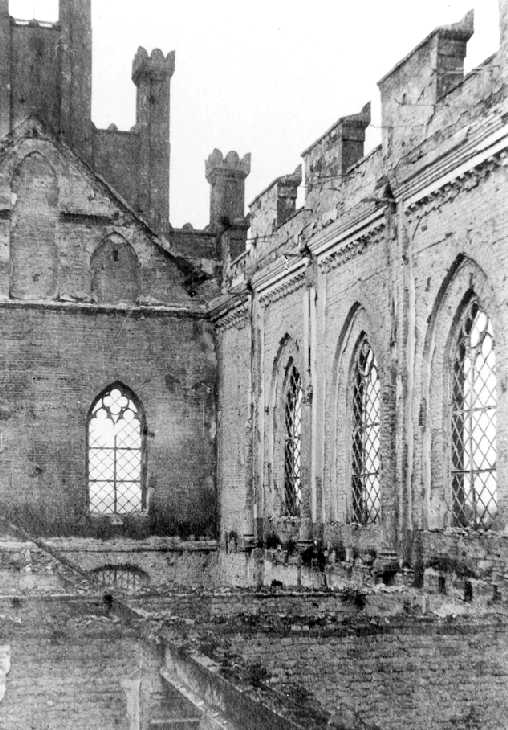
Kriegszerstörungen 1914
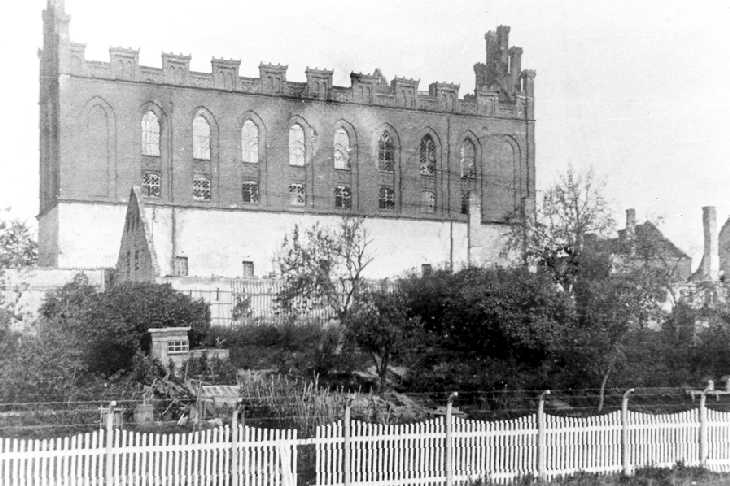
Kriegszerstörungen 1914
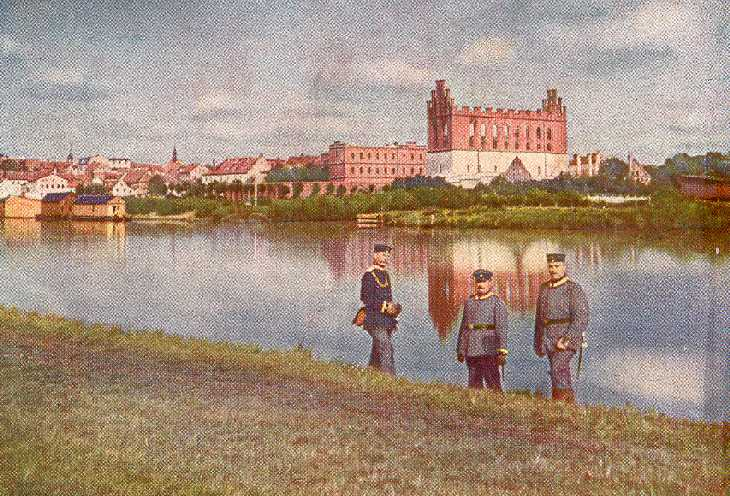
Kriegszerstörungen 1914 zum Pregel
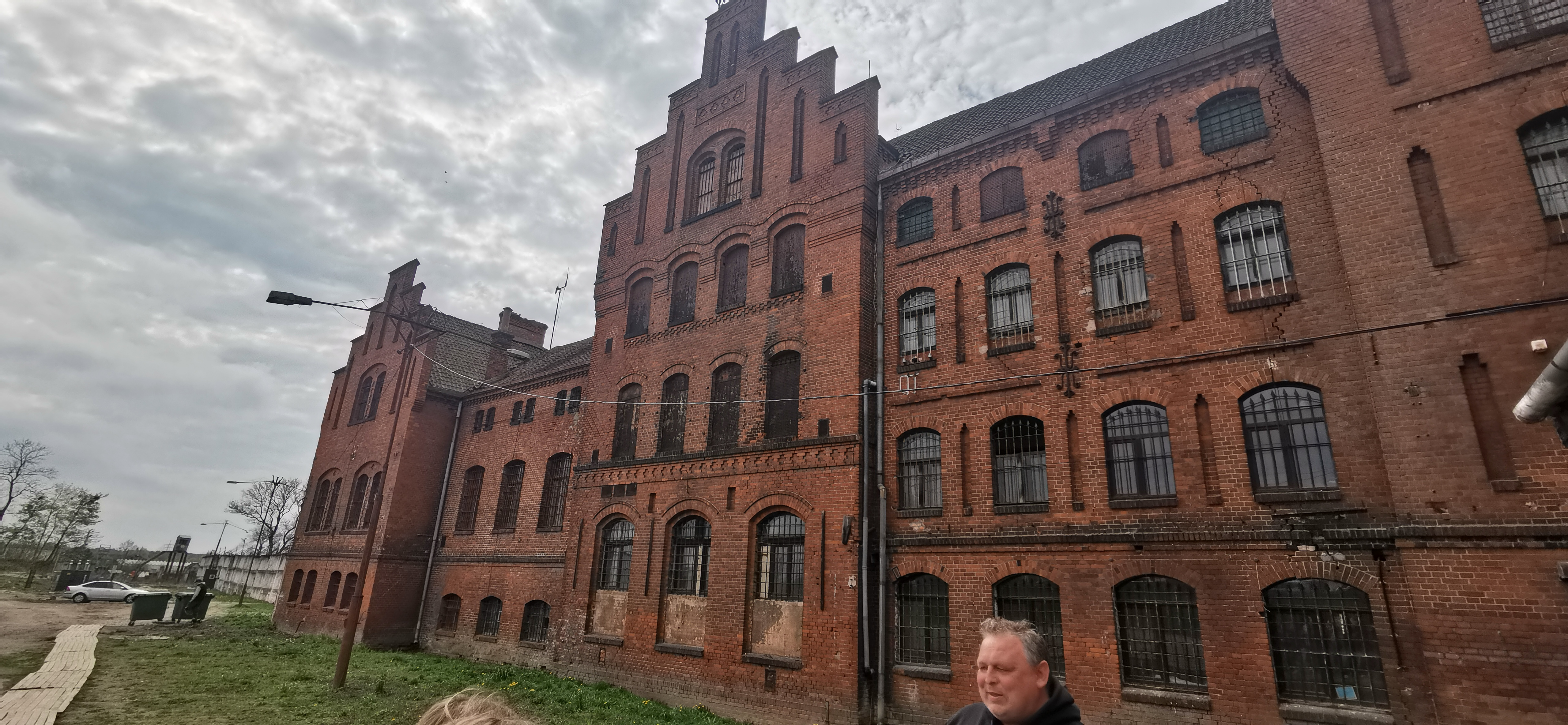
Burg Tapiau 2025
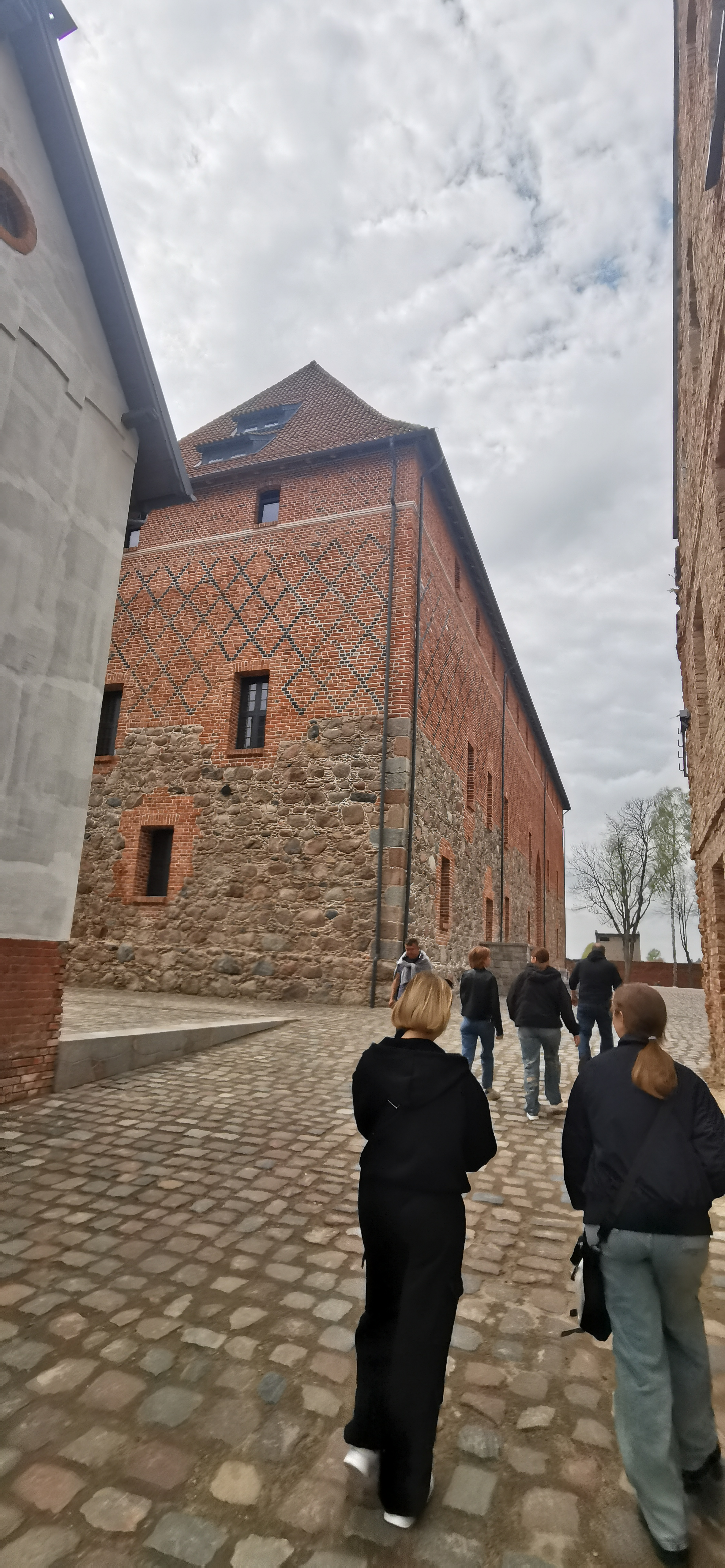
Burg Tapiau 2025